# Sex and the City (romanzo)
Sex and the City è un libro scritto da Candace Bushnell nel 1997 e pubblicato in Italia da Arnoldo Mondadori Editore nel 2001. Il romanzo è basato sulla vita dell'autrice ed è indirizzato chiaramente ad un pubblico di giovani donne.
Nel 1998 ne è stata tratta una serie televisiva con lo stesso titolo, creata da Darren Star e prodotta dalla HBO con protagonista Sarah Jessica Parker, che ebbe molto successo e durò fino al 2004.

## Trama
Il libro prende il titolo dalla rubrica settimanale che la Bushnell cominciò a scrivere nel 1994 per il New York Observer. Il romanzo ebbe molto successo, e nel 1999 e nel 2000 l'autrice pubblicò due seguiti.
Vi sono alcune differenze rispetto alla serie TV:
- Carrie Bradshaw non è la protagonista del libro, è solo uno dei tanti personaggi;
- Charlotte York non è una americana puritana ma una ninfomane inglese, nonché giornalista e non gallerista;
- Miranda Hobbes è un dirigente televisivo e non un avvocato;
- Samantha Jones non è una manager, bensì una produttrice cinematografica;
- Stanford Blatch non è un talent scout ma un artista, inoltre non è un uomo brutto, basso e calvo, ma anzi è un ragazzo bello, alto coi capelli ricci e lunghi.

Inoltre le tre amiche della protagonista non hanno tutto lo spazio che hanno nel telefilm: nel libro è dato molto più spazio a Stanford e ad altre amiche, che compaiono a volte nello show televisivo.

## Edizioni
- Candace Bushnell, Sex and the City, Arnoldo Mondadori Editore, 2001,  p. 252, ISBN 0-446-61768-7.